# Arion isseli
Arion isseli is een slakkensoort uit de familie van de Arionidae. De wetenschappelijke naam van de soort is voor het eerst geldig gepubliceerd in 1882 door Lessona & Pollonera.